# Nia
Albums de Blackalicious
A2G
(1999) Deception
(2000)
Nia est le premier album studio de Blackalicious, sorti le 27 septembre 1999 en Europe et le 29 février 2000 aux États-Unis.
L'album s'est classé 50e au Heatseekers.

## Liste des titres
| No  | Titre                                                              | Contient un (des) sample(s) de                                                                    | Durée |
| --- | ------------------------------------------------------------------ | ------------------------------------------------------------------------------------------------- | ----- |
| 1.  | Searching (featuring Erinn Anova)                                  | Forty Nine Reasons de Julius Brockington and The Magic Horse                                      | 1:48  |
| 2.  | The Fabulous Ones                                                  |                                                                                                   | 2:59  |
| 3.  | Do This My Way (featuring Lyrics Born)                             | Tulsa Turnaround d'Alex Harvey                                                                    | 4:48  |
| 4.  | Deception                                                          | Burnin' Love de Black Grass                                                                       | 5:10  |
| 5.  | A to G                                                             |                                                                                                   | 2:23  |
| 6.  | Cliff Hanger                                                       | Hip Hop, Be Bop (Don't Stop) de Man Parrish                                                       | 6:20  |
| 7.  | Shallow Days                                                       |                                                                                                   | 4:19  |
| 8.  | Ego Trip by Nikki Giovanni (featuring Erinn Anova)                 |                                                                                                   | 1:43  |
| 9.  | You Didn't Know That Though                                        | Der Blaue Planet de Karat                                                                         | 4:34  |
| 10. | If I May (featuring Erinn Anova et Lateef the Truthspeaker)        | Swallow Your Dreams de Ross                                                                       | 3:44  |
| 11. | Dream Seasons                                                      | Northern Lights de Jukka Tolonen                                                                  | 4:48  |
| 12. | Trouble (Eve of Destruction)                                       | Mr. Big de Free                                                                                   | 4:27  |
| 13. | Smithzonian Institute of Rhyme (featuring Lateef the Truthspeaker) | Colonial Mentality de Fela Kuti and The Afrika 70                                                 | 4:23  |
| 14. | As the World Turns (featuring Erinn Anova)                         | The All Powerful Man de Natural Gas                                                               | 5:40  |
| 15. | Reanimation                                                        | The Little Ships de Jean-Jacques Perrey Telephone Girl d'Assagai Beats to the Rhyme de Run–D.M.C. | 3:37  |
| 16. | Beyonder                                                           |                                                                                                   | 4:05  |
| 17. | Making Progress                                                    | Fania All Stars' Cha Cha Cha du Fania All Stars Take My Emptiness de David Oliver                 | 3:10  |
| 18. | Sleep                                                              | Sweet Beginnings de Baba Yaga                                                                     | 3:53  |
| 19. | Finding (featuring Erinn Anova)                                    |                                                                                                   | 1:53  |